# コルノ・ネーロ
コルノ・ネーロ（伊: Corno Nero, 独: Schwarzhorn, 仏: Tête noire）は、イタリア北西部にあるモンテ・ローザ山群の峰。
1873年8月18日、登山家のMarco Maglioli, Alberto Rothschild, Peter Knubel, Niklaus Knubel, Eduard Cupelinに初登頂された。

## 山小屋
- カパンナ・ニフェッティの山小屋 Capanna Gnifetti (3,647m)
- マントヴァの山小屋 Rifugio Mantova (3,498m)